# Куку-Ангарана
Куку-Ангарана (фр. Koukou Angarana) — небольшой город и супрефектура в Чаде, расположенный на территории региона Сила. Входит в состав департамента Кимити.

## Географическое положение
Город находится в юго-восточной части Чада, на левом берегу реки Бахр-Азум, на высоте 508 метров над уровнем моря.
Куку-Ангарана расположена на расстоянии приблизительно 708 километров к востоку от столицы страны Нджамены.

## Население
По данным официальной переписи 2009 года численность населения Куку-Ангараны составляла 69 802 человека (34 405 мужчин и 35 397 женщин). Население супрефектуры по возрастному диапазону распределилось следующим образом: 57,2 % — жители младше 15 лет, 38,6 % — между 15 и 59 годами и 4,2 % — в возрасте 60 лет и старше.

## Транспорт
К северо-востоку от города расположен одноимённый аэропорт.